# Mogosbirlestyi fatemplom
A mogosbirlestyi fatemplom műemlék Romániában, Fehér megyében. A romániai műemlékek jegyzékében az AB-II-m-B-00184 sorszámon szerepel.